# Lista najlepiej sprzedających się albumów muzycznych w Belgii
Lista najlepiej sprzedających się albumów muzycznych w Belgii. Belgijskie stowarzyszenie Belgian Entertainment Association zajmuje się przyznawaniem certyfikatów sprzedaży na terenie Belgii.
Album Racine carrée (2013) belgijskiego piosenkarza Stromae’a został sprzedany w ponad 240 000 egzemplarzach.

## Najlepiej sprzedające się albumy
| Lp. | Rok  | Tytuł                                      | Artysta         | Państwo         | Certyfikacja |
| --- | ---- | ------------------------------------------ | --------------- | --------------- | ------------ |
| 1   | 2013 | Racine carrée                              | Stromae         | Belgia          | 12×platyna   |
| 2   | 1995 | Goes Classic                               | Helmut Lotti    | Belgia          | 11×platyna   |
| 3   | 1996 | Goes Classic II                            | Helmut Lotti    | Belgia          | 10×platyna   |
| 4   | 2015 | 25                                         | Adele           | Wielka Brytania | 8×platyna    |
| 5   | 2015 | 10.000 luchtballonnen                      | K3              | Belgia          | 8×platyna    |
| 6   | 1997 | Goes Classic III                           | Helmut Lotti    | Belgia          | 7×platyna    |
| 7   | 1992 | ABBA Gold: Greatest Hits                   | ABBA            | Szwecja         | 7×platyna    |
| 8   | 1998 | The Best of 1980-1990                      | U2              | Irlandia        | 6×platyna    |
| 9   | 2011 | 21                                         | Adele           | Wielka Brytania | 6×platyna    |
| 10  | 1995 | D’eux                                      | Céline Dion     | Kanada          | 6×platyna    |
| 11  | 2000 | Alle kleuren                               | K3              | Belgia          | 5×platyna    |
| 12  | 2000 | 1                                          | The Beatles     | Wielka Brytania | 5×platyna    |
| 13  | 2007 | Life in Cartoon Motion                     | Mika            | Wielka Brytania | 5×platyna    |
| 14  | 2007 | Clouseau 20                                | Clouseau        | Belgia          | 5×platyna    |
| 15  | 2015 | Liefde voor publiek                        | Stan Van Samang | Belgia          | 5×platyna    |
| 16  | 1996 | Falling into You                           | Céline Dion     | Kanada          | 4×platyna    |
| 17  | ?    | Goes Classic (Final) & Classical Christmas | Helmut Lotti    | Belgia          | 4×platyna    |
| 18  | 1997 | Let’s Talk About Love                      | Céline Dion     | Kanada          | 4×platyna    |
| 19  | 2001 | Tele-Romeo                                 | K3              | Belgia          | 4×platyna    |
| 20  | 1994 | Samedi soir sur la terre                   | Francis Cabrel  | Francja         | 4×platyna    |
| 21  | 2009 | MaMaSé!                                    | K3              | Belgia          | 4×platyna    |
| 22  | 2011 | Selah Sue                                  | Selah Sue       | Belgia          | 4×platyna    |
| 23  | 1998 | …Hits                                      | Phil Collins    | Wielka Brytania | 4×platyna    |
| 24  | 2010 | Cheese                                     | Stromae         | Belgia          | 3×platyna    |